# Bendžamin Agosto
Bendžamin Agosto (engl. Benjamin Agosto; rođen 15. januara 1982. u Čikagu, Ilinois) je američki klizač u umetničkom klizanju i nosilac srebrne Olimpijske medalje. Takmiči se u kategoriji plesnih parova, a partnerka mu je Tanit Belbin.
Uprkos činjenici da su osvojili medalju na Svetskom prvenstvu 2005. godine za SAD, Belbin i Agosto su originalno bili nepodesni za takmičenje na Zimskim Olimpijskim igrama 2006. iz razloga sto Belbin još uvek nije imala američko državljanstvo.
Međutim, zahvaljujući posebnoj odluci (dekretu) koji je doneo Kongres 28. decembra 2005, a koji je Džordž Buš potpisao uoči Nove 2005. godine, Belbin postaje punopravni građanin SAD-a, što je čini podesnom da se takmiči za nju na Zimskim Olimpijskim igrama 2006.
Belbin i Agosto nisu razočarali publiku i uspeli su da osvoje srebrnu Olimpijsku medalju u kategoriji plesa, 20. februara 2006.
Agostovi roditelji, Miriam i Angel (koji su rođeni u Portoriku) sreli su se u Čikagu. Odrastao je u Ilinoisu, gde je i počeo da kliže sa šest godina. 
Agosto je pohađao Groves High School gde je i diplomirao u junu 2000. Agosto je u svojoj srednjoj školi imao džez bend i od tada ima san da će jednog dana postati profesionalni džez muzičar. Takođe je i trener u umetničkom klizanju. 
Benžamin Agosto trenira u Kantonu, Mičigen.

## Takmičarski rezultati
(svi sa Belbin)
2000.
- U.S. Šampionat, Juniorski - 1.
- Svetsko Juniorsko prvenstvo - 3.

2001.
- U.S. Šampionat - 2.
- Svetsko Juniorsko prvenstvo - 2.
- Svetsko prvenstvo - 17.
- Goodwill Games - 5.

2002.
- U.S. Šampionat - 2.
- Šampionat četiri kontinenta - 2.
- Svetsko Juniorsko prvenstvo - 1.
- Svetsko prvenstvo - 13.

2003.
- U.S. Šampionat - 2.
- Šampionat četiri kontinenta - 2.
- Svetsko prvenstvo - 7.
- Grand Pri - 3.

2004.
- U.S. Šampionat - 1.
- Šampionat četiri kontinenta - 1.
- Svetsko prvenstvo - 5.
- Grand Pri - 2.

2005.
- U.S. Šampionat - 1.
- Šampionat četiri kontinenta - 1.
- Svetsko prvenstvo - 2.

2006.
- U.S. Šampionat - 1.
- Šampionat četiri kontinenta - 1.
- XX Olimpijada - 2.
- Svetsko prvenstvo - 3.

2007.
- U.S Šampionat - 1.
- Šampoinat četiri kontinenta - 1.
- Svetsko prvenstvo - 3.

## Spoljašnje veze
- Zvanični sajt
- Stranica obožavalaca
- USFSA Biografija
- ISU Biografija
- Care to Ice Dance? - Belbin & Agosto
- Belbin-Agosto.net